# Kotlina Nemegt

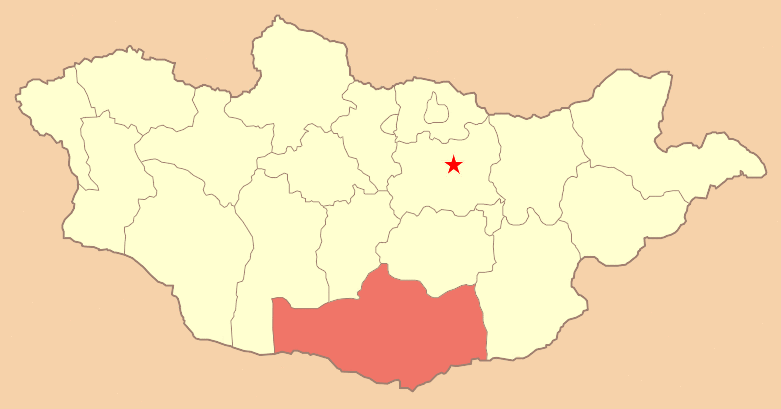
Mapa Mongolii, ukazująca ajmak południowogobijski

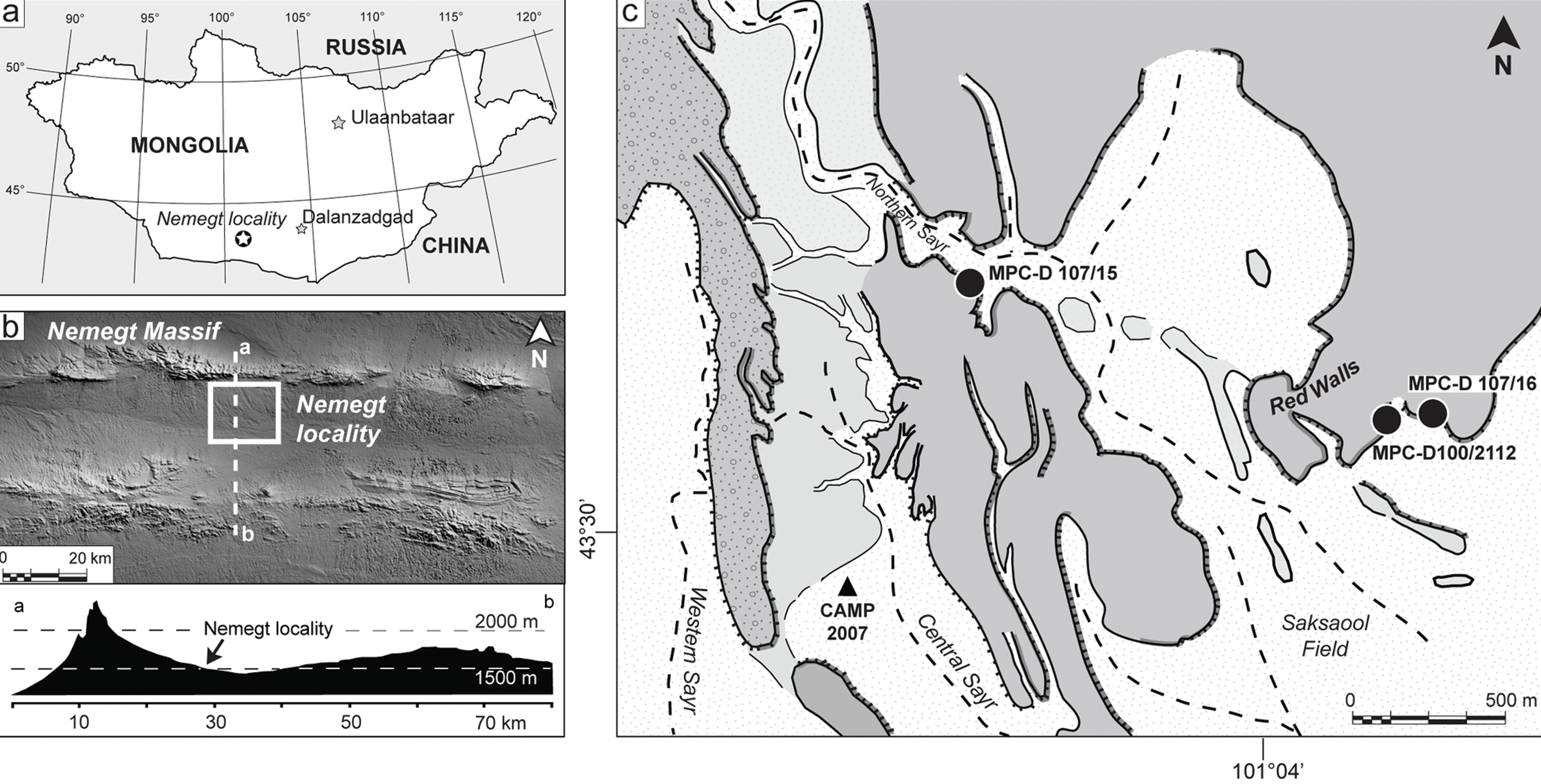
Mapa Kotliny Nemegt (a, b) z miejscem znalezienia skamielin Nemegtomaia (c)

Kotlina Nemegt – kotlina znajdująca się na południu Mongolii (ajmak południowogobijski), obejmująca północno-zachodni fragment pustyni Gobi. Jej długość wynosi ponad 300 km.
Znana jest jako miejsce poszukiwań skamielin dinozaurów. Pierwszych odkryć naukowych dokonano tu w latach 20. XX wieku. W latach 1963–1971 Polska Akademia Nauk oraz Mongolska Akademia Nauk organizowały tu wyprawy paleontologiczne.
Zachowane szczątki pochodzą z epoki kredy późnej, z formacji Djadochta, Nemegt i Barun Goyot.